# Rennenberg (kasteel)
Rennenberg was een kasteel en landhuis in de Nederlandse stad Heerlen. Het kasteel heeft ook de namen Runneberg, Rennemig en Rennemich gedragen. De landerijen strekten zich uit van Heerlen tot aan Sittard.
In de 16e eeuw was Rennenberg een laathof, in eigendom van de familie Van Harff. In 1649 volgde de belening van Johan baron von Harff, maar hij droeg het leen direct over aan jonkheer Gerard von Baren. Vier jaar later kwam Rennenberg in handen van Lambert Rietraet, burgemeester van Maastricht (zie ook Douvenrade).
Het oude huis werd in 1727 door eigenaar Daniel van den Esschen vervangen door een u-vormig landhuis.
In 1912 werd het huis - dat toen waarschijnlijk niet meer dan een hoeve was - overgenomen door de Sociëteit voor de Exploitatie van de Mijnen in Limburg. Zij lieten Rennenberg afbreken vanwege de bouw van Rennemig, een woonwijk voor mijnwerkers.